# Hermann Engelhard
Hermann Engelhard, född 21 juni 1903 i Darmstadt i Hessen, död 6 januari 1984 i Darmstadt, var en tysk friidrottare.
Engelhard blev olympisk silvermedaljör på 4 x 400 meter vid sommarspelen 1928 i Amsterdam. 1932 gifte han sig med friidrottaren Ruth Becker.